# Janjimanahan Gut
Janjimanahan Gut is een bestuurslaag in het regentschap Padang Lawas Utara van de provincie Noord-Sumatra, Indonesië. Janjimanahan Gut telt 113 inwoners (volkstelling 2010).